# 社会的インパクト評価
内閣府の社会的インパクト評価の推進に向けてによると「社会的インパクト」を「短期、長期の変化を含め、当該事業や活動の結果として生じた社会的、環境的なアウトカム」とし、社会的インパクト評価は、「社会的インパクトを定量的・定性的に把握し、当該事業や活動について価値判断を加えること」と定義されている。
2016年6月、日本における社会的インパクト評価を推進するための民間主導のプラットフォームである「社会的インパクト評価イニシアチブ」が発足した。